# Serixia coomani
Serixia coomani är en skalbaggsart som beskrevs av Maurice Pic 1929. Serixia coomani ingår i släktet Serixia och familjen långhorningar. Inga underarter finns listade i Catalogue of Life.